# 矢口彰
矢口 彰（やぐち あきら、1948年または1949年 - 2022年 <令和4年> 10月16日）は、日本の国土交通技官。国土地理院長、日本デジタル道路地図協会専務理事、日本測量協会会長を歴任。位階は従四位。瑞宝中綬章受章。

## 経歴
1968年 (昭和43年) 3月 新潟県立高田高等学校卒業、1974年3月 東京大学大学院理学系研究科修士課程修了、同年4月 建設省入省、国土地理院企画部企画調整課長、1996年 (平成8年) 5月 同測地観測センター長、1997年9月 同測地部長、1999年4月 同企画部長、2003年4月 砂川孝志の後任として同参事官、2005年1月 同職を秋山實と交代し渡邊茂樹の後任として国土地理院長。2006年10月 藤本貴也を後任として退官。
退官後、財団法人日本デジタル道路地図協会専務理事、公益社団法人日本測量協会会長。2022年10月死去。

## 栄典
- 2019年 秋の叙勲で国土交通行政事務功労により瑞宝中綬章を受章[1]
- 死没日付をもって従四位に叙された[2]